# Qianlingula jiafu
Qianlingula jiafu là một loài nhện trong họ Pisauridae.
Loài này thuộc chi Qianlingula. Qianlingula jiafu được miêu tả năm 2004 bởi Zhang, Zhu & Da-xiang Song.